# Wenzel Hecke
Wenzel Hecke (20. února 1824 Liberec – 27. dubna 1900 Vídeň) byl rakouský a český agronom, vysokoškolský pedagog a politik německé národnosti, v 70. letech 19. století poslanec Českého zemského sněmu a Říšské rady.

## Biografie
Vystudoval čtyřtřídní reálku v Liberci. V letech 1843–1850 byl písařem ve správě panství Clam-Gallasů ve Frýdlantu. Sám se vzdělával v oboru přírodních věd a od roku 1850 studoval na vysoké zemědělském učení v Mosonmagyaróváru. V letech 1854–1869 zde sám učil. Později byl vrchním ředitelem státního hřebčína v Rădăuți v tehdejší korunní zemi Bukovina. V období let 1872–1895 vyučoval na nově zřízené Vysoké škole zemědělské ve Vídni. Zde v letech 1874–1875 a 1879–1880 zastával funkci rektora. Zasedal také v zkušebních komisích pro učitele středních zemědělských škol. Působil rovněž jako poradce na ministerstvu orby (zemědělství). V 70. letech získal titul vládního rady. Roku 1886 mu byl udělen Řád železné koruny. Po odchodu ze školství byl roku 1895 jmenován dvorním radou.
V 70. letech 19. století se zapojil i do zemské a celostátní politiky. V zemských volbách v roce 1872 byl zvolen na Český zemský sněm za kurii venkovských obcí (obvod Frýdlant). Zasedal také v Říšské radě (celostátní zákonodárný sbor), kde mandát získal po volbách do Říšské rady roku 1873 (kurie venkovských obcí, obvod Karlovy Vary, Jáchymov atd.). Slib složil 30. října 1874, rezignaci na mandát oznámil na schůzi 4. září 1877. Podle jiného zdroje zasedal na Říšské radě v období let 1875–1877.
Jeho synem byl fytopatolog Ludwig Hecke.